# 薩托里亞鎮區 (內布拉斯加州水牛縣)
薩托里亞鎮區（英語：Sartoria Township）是位於美國內布拉斯加州水牛縣的一個行政鎮區。

## 地方資料
薩托里亞鎮區的面積為93.06平方千米，當中陸地面積為92.99平方千米，而水域面積為0.07平方千米。根據2020年美國人口普查的數據，當地共有人口75人，而人口密度為每平方千米0.81人。